# 海軍工廠
海軍工廠（かいぐんこうしょう）とは、艦船、航空機、各種兵器、弾薬などを開発・製造する大日本帝国海軍直営の軍需工場（工廠）。ほかに海軍が直営する軍需工場としては、航空機の修理整備（末期には製造）を担当する航空本部所管の「空廠」、火薬製造・充填を担当する艦政本部所管の「火薬廠」、石炭採掘や石油精製を担当する艦政本部所管の「燃料廠」、軍服・保存食製造を担当する軍需局所管の「衣糧廠」、医薬品・医療機器の製造を担当する医務局所管の「療品廠」がある。

## 歴史
海軍工廠は造船所を中心に発足し、海軍鎮守府の直轄組織とされた。横須賀鎮守府では、江戸幕府が設置し「製鉄所」「造船所」などと呼ばれていた横須賀造船所を接収したが、艦艇のみでなく民間船舶の修理なども長い間行なっていた。呉鎮守府では、神戸の小野浜造船所を管轄し、ここを閉所して機材を呉に移し、呉造船所を開設した。佐世保鎮守府および舞鶴鎮守府では、鎮守府用地に造船所を新設した。また兵器・需品を製造する造兵廠は東京と呉に設置し、横須賀・佐世保・呉では保管を担当する武庫を設置して管理した。
1887年（明治20年）頃から呉が拡充された。
1897年（明治30年）10月より、鎮守府が維持管理し、艦政本部の令達に基づいて活動する「造船廠」へと組織が改編された。
日清戦争頃から佐世保が拡充された。
軍艦新造能力は日露戦争までは横須賀を主としたが、呉が1899年（明治32年）に通報艦宮古、1904年（明治37年）に巡洋艦対馬を完成させるなどこれに次いだが、この頃の造兵施設の能力については呉はすでに横須賀を凌ぎ世界的規模になっていたため国産初の主力艦筑波は呉で製造された。
1903年（明治36年）11月、造船廠と武庫を一元管理する「海軍工廠」へと組織改編した。4工廠（横須賀海軍工廠、呉海軍工廠、佐世保海軍工廠、舞鶴海軍工廠）には、船体建造の「造船部」、兵器製造の「造兵部」、機関製造の「造機部」が設置され、これが標準的な組織となる。太平洋戦争のために計画・断念された大神工廠・室積工廠も同様の組織体形を取った。なお東京造兵廠は1923年（大正12年）4月まで存続し、艦政本部直轄の技術研究所に改編された。呉造兵廠はそのまま呉工廠造兵部に取り込まれている。
兵器の多様化により造兵部の一部は分業化が進み、呉工廠では早くも1910年（明治43年）に砲熕部・水雷部・火工部へ分裂して発展解消している。横須賀・佐世保・舞鶴では造兵部の発展解消はなく、オプションの新設部署として増設されている。
1936年に舞鶴が工作部から海軍工廠に復帰、第二次世界大戦期間中は軍備増強により豊川、光、相模（寒川町）、高座（座間市、海老名市）、川棚、沼津、多賀城、鈴鹿の8ヶ所に新たな海軍工廠を設置した。

## 組織

### 新たに増設された部署

#### 造船部系
- 造船実験部：呉廠に設置。
- 航海実験部・光学実験部・通信実験部・電池実験部：横廠に設置。
- 潜水艦部：呉廠に設置。潜水艦建造・計画を担当。太平洋戦争末期に特攻兵器製造のため4工廠すべてに増設。

#### 造機部系
- 機関実験部：横廠（主に軍艦用）・舞廠（主に駆逐艦用）

#### 造兵部系
- 火工部：火薬製造・充填を担当。呉廠に設置。
- 製鋼部・製鋼実験部：装甲板・砲弾・砲身の製造開発を担当。呉廠に設置。
- 電気部・電気実験部：呉廠に設置。
- 砲熕部・砲熕実験部：砲身・砲塔の製造開発を担当。呉廠に設置。
- 水雷部・魚雷実験部：魚雷・発射管の製造開発を担当。呉廠に設置。
- 機雷実験部：横廠に設置。
- 航空機部：佐廠に設置。
- 航空機実験部・発動機実験部：横廠に設置。

さらに呉郊外の広村に1921年（大正10年）増設された呉工廠広支廠が、1923年（大正12年）に独立工廠として昇格した。広支廠は主力の航空機部に加え、機関実験部・鋳物実験部を設置し、造船造機部門も分業している。
なお、横須賀の航空系部門は航空本部の強化に伴い航空廠空技廠に改編された。また広廠・佐廠の航空機部は、太平洋戦争時にそれぞれ第11空廠・第21空廠に組織改編している。
太平洋戦争に備えて増設された工廠は、艦政本部系よりも航空本部系に属するものが多い。航空本部系の番号空廠が機体整備に特化しているのに対し、地名工廠は装備品・航空兵器の製造に特化している。ただし、艦政本部と航空本部の分掌は重複していることも多く、どちらに属すると明言できないケースも多々見られる。
- 光工廠：砲熕部・水雷部・爆弾部を置く艦本系の兵器製造工場。
- 豊川・多賀城・高座・鈴鹿工廠：機銃部・火工部を置き、航空機銃・機銃弾の一元製造を担当した航本系機銃工場。
- 川棚工廠：水雷部を置き、航空魚雷のみの製造を担当した航本系魚雷工場。
- 相模工廠：火工部を置き、焼夷弾・爆弾の一元製造、防毒マスクの製造を担当した航本・艦本系の化学工場。寒川本廠（寒川町一之宮）と、科学実験部が置かれた平塚工場（平塚海軍火薬廠内）があった[2]。
- 津工廠：発動機部・推進機部を置き、航空エンジンのみの製造を担当した航本系の機械工場。
- 沼津工廠：航空無線部を置き、無線機のみの製造を担当した航本系の無線工場。

当初、海軍工廠は、工廠職員と募集や徴用によって集まった工員で構成していたが、戦局が悪化すると国家総動員法が公布され、動員学徒、女子挺身隊、徴兵検査で不合格になった者、朝鮮人・台湾人などの外国人労働者なども加わっていった。結核の疑いで即日帰郷となった三島由紀夫は、誤診が判明したが勤労動員されている。
軍需工場であるため、米軍による爆撃の標的にされることも多く、悲劇を生むことも多々あった。

### その他の海軍軍需工場
航空廠（のちの空技廠、さらに改変して第1技術廠・第2技術廠）
- 横須賀工廠航空機実験部・発動機実験部の後身。横須賀市追浜に設置。

空廠
- 第1空廠（霞ヶ浦）・第2空廠（君津）・第11空廠（広廠航空機部の後身）・第12空廠（大分）・第21空廠（佐廠航空機部の後身・大村に移転）・第22空廠（鹿屋）・第31空廠（舞鶴）・第41空廠（大湊→千歳）・51空廠（鎮海）・第61空廠（高雄）

火薬廠
- 第1火薬廠（宮城県船岡）・第2火薬廠（従来の海軍火薬廠：平塚）・第3火薬廠（従来の支廠：舞鶴）

燃料廠
- 第1燃料廠（大船）・第2燃料廠（四日市）・第3燃料廠（従来の燃料廠・練炭製造所の後身：徳山）・第4燃料廠（新原炭鉱の後身：福岡県志免）・第5燃料廠（平壌鉱業所の後身：平壌）・第6燃料廠（台湾各地に分散・本部は高雄）

衣糧廠
- 第1衣糧廠（品川）・第2衣糧廠（姫路）・第3衣糧廠（札幌）

療品廠
- 第1療品廠（目黒）・第2療品廠（京城）

### 未完成の海軍工廠
- 仮称O廠：大分県速見郡旧大神村に設置を予定され、1943年（昭和18年）度に中止された。船台1船渠2の施設を持ち、戦艦や空母の建造も可能な造機部・造兵部の施設を持つ予定だった。その買収地は後に人間魚雷回天訓練基地の大神基地となった。
- 仮称S廠：山口県室積に建設予定された。大型潜水艦の建造を主とし、一般修理も実施可能とするもので、1942年（昭和17年）・1943年（昭和18年）に建設予算が成立したが、実現には至らなかった。